# 101 Echte Dalmatiërs (1996)
101 Echte Dalmatiërs (originele titel 101 Dalmatians) is een Amerikaanse familiefilm, geproduceerd door Walt Disney Pictures in 1996. Het is een live-action remake van de in 1961 gemaakte animatiefilm 101 Dalmatiërs, die weer was gebaseerd op het boek van Dodie Smith.
De film is geregisseerd door Stephen Herek. In de hoofdrollen spelen Glenn Close als de kwaadaardige Cruella DeVil en Jeff Daniels als de eigenaar van de dalmatiërs, Roger. In tegenstelling tot het boek en de animatiefilm, praten de honden in de film niet.
De film is ook nagesynchroniseerd voor de Nederlandstalige markt.

## Verhaal
Roger Perry (Jeff Daniels) is een Amerikaanse ontwerper van computerspelletjes. Hij woont in Londen samen met zijn dalmatiër Pongo. Wanneer hij op een dag met Pongo gaat wandelen, ziet Pongo een prachtige vrouwelijke dalmatiër, Perdy genaamd. Perdy vindt Pongo even leuk. Ook tussen beide baasjes slaat een vonkje over. De bazin van Perdy, Anita Campbell-Green (Joely Richardson) is modeontwerpster. Ze werkt voor Cruella De Vil (Glenn Close) een extreme liefhebber van bont.
Geïnspireerd door de honden ontwerpt Anita een van bont gemaakte jas met een dalmatiër-motief. Cruella krijgt het idee om de jas van echt dalmatiërvel te maken. Ze heeft twee gemene, maar niet erg intelligente schurken in dienst, Jasper (Hugh Laurie) en Horace (Mark Williams) die op haar verzoek alle dalmatiërpuppy's vangen. Ze stuurt hen eropuit om alle dalmatiërs te ontvoeren.
Wanneer het de criminelen niet lukt de dalmatiërs te vinden, valt het Cruella op dat Perdy zojuist bevallen is van 15 puppy's. Ze biedt Roger en Anita een zeer goede prijs voor de puppy's, maar deze weigeren resoluut. Cruella schakelt Jasper en Horace in om de puppy's te gaan stelen. Ze sluiten eerst Nanny op in de kast en het lukt ze de puppy's bij Roger en Anita weg te halen en ze mee te nemen naar een donkere plek in het land, waar ze afgesproken hebben met een man genaamd Skinner. Hij zal de puppy's villen om hun huid tot een jas te verwerken.
Op een gegeven moment lukt het de puppy's om met behulp van andere dieren te ontsnappen. Ze verstoppen zich in een dichtstbijzijnde boerderij. Kort daarna duikt Cruella weer op, en ze probeert de puppy's te vangen. Dit loopt voor haar echter helemaal mis. Het lukt de puppy's om te ontkomen en Cruella, Jasper, Horace, en Skinner, worden alle vier gearresteerd door de politie. De puppy's komen terug thuis en Roger, Anita en Nanny besluiten een heel groot huis te kopen, zodat alle 101 puppy's bij hen thuis kunnen komen wonen.

## Hoofdrolspelers
| Acteur           | Personage            |
| ---------------- | -------------------- |
| Glenn Close      | Cruella De Vil       |
| Jeff Daniels     | Roger Perry          |
| Joely Richardson | Anita Campbell-Green |
| Joan Plowright   | Nanny                |
| Hugh Laurie      | Jasper               |
| Mark Williams    | Horace               |
| John Shrapnel    | L. Skinner           |
| Tim McInnerny    | Alonzo               |

## Nederlandse stemmen
| Acteur                         | Personage                           |
| ------------------------------ | ----------------------------------- |
| Marjolijn Touw                 | Cruella De Vil                      |
| Just Meijer                    | Roger Perry                         |
| Tuffie Vos                     | Anita Campbell-Green                |
| Ann Petersen                   | Kokkie & Oude vrouw                 |
| Coen van Vrijberghe de Coningh | Jasper                              |
| Jaap Stobbe                    | Horace                              |
| Serge-Henri Valcke             | Alonzo & Politieman 2               |
| Alfred van den Heuvel          | Frederik & Inspecteur               |
| Bert van den Dool              | Erwin, Portier, Politieman 1 & Arts |
| Piet Hein Snijders             | Herbert                             |
| Wim van Rooij                  | Pastoor, Oude man & Dierenarts      |
| Wilbert Gieske                 | Politieman 3 & Nieuwslezer          |

## Achtergrond
- Om de dalmatiërs de mensen te laten likken, smeerden ze biefstuksaus op hun huid.
- De auto waar Cruella De Vil in rijdt is een Panther De Ville.
- Voor de film zijn 217 dalmatiërs gebruikt.
- De film bracht veel op: in totaal 320.689.294 dollar.
- De film was niet zo succesvol als de animatiefilm, maar kreeg wel goede kritieken. Vooral Close’ rol als Cruella werd geprezen door critici.
- Voor de Nederlandstalige versie werd Hugh Laurie nagesynchroniseerd door Coen van Vrijberghe de Coningh. Van Vrijberghe de Coningh zette een Amsterdams accent op en sprak de rol in op een manier die sterk lijkt op zijn bekende rol als Johnny Flodder.

## Prijzen en nominaties
In 1997 won 101 Dalmatiërs drie prijzen:
- De BMI Film Music Award
- De Blockbuster Entertainment Award voor favoriete acteur/actrice (Glenn Close)
- De Blimp Award voor favoriete dierster (Pongo)

De film werd ook genomineerd voor een Golden Globe.